# Charles-Gustave Stoskopf
Charles-Gustave Stoskopf  (* 2. September 1907 in Straßburg; † 22. Januar 2004 in Paris) war ein französischer Architekt. Er war insbesondere am Wiederaufbau nach dem Zweiten Weltkrieg beteiligt.

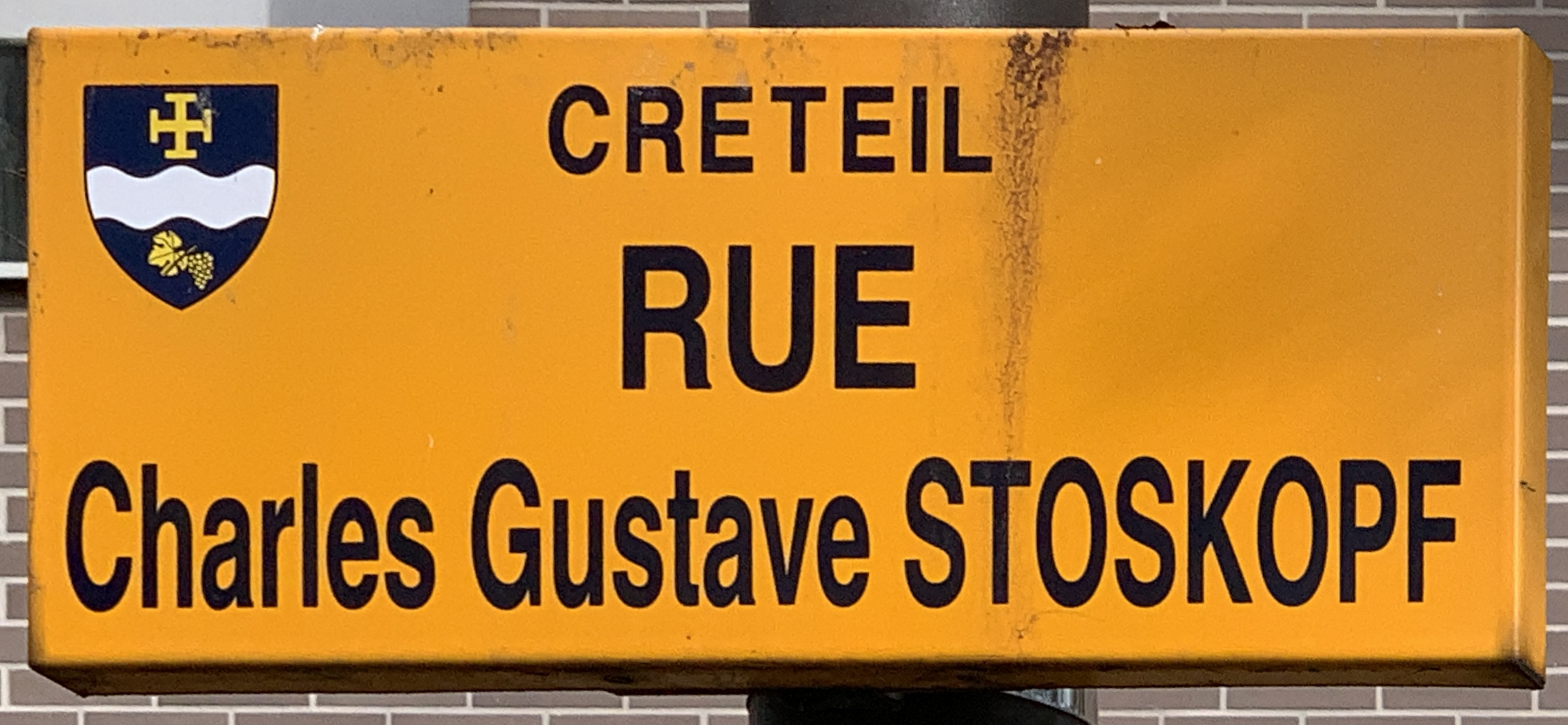
Rue Charles Gustave Stoskopf in Créteil

## Leben und Werk
Sein Vater war Gustave Stoskopf (1869–1944), Künstler, Dramaturg und Journalist im Elsass. Ab 1924 studierte er zunächst an der Universität Straßburg Architektur, danach an der École nationale supérieure des beaux-arts de Paris. 1933 gewann er den zweiten Preis in einem Architekturwettbewerb Grand-Prix de Rome und 1935 beendete er sein Studium mit dem Preis Guadet für das beste Diplom des Jahres für ein Projekt namens „Avantgarde“ mit dem Titel „Une Folie“ (Eine Verrücktheit).
1941 wurde er mit dem Wiederaufbau von Moutier-en-Der (Département Haute-Marne)  und 1944 von Belfort beauftragt. Nach der Befreiung Frankreichs wurde er Leiter des Wiederaufbaus des Département Haut-Rhin, wo er den für den Aufbau von Ammerschwihr, Sigolsheim, Bennwihr, Mittlewihr und Wihr-au-Val sorgte. Danach war er für das gesamte Elsass und das Territoire de Belfort als beratender Architekt für den Wiederaufbau zuständig.
Seine Spezialität waren moderne Großbauten wie die Cité HLM du quai des Belges (Sozialwohnungen) in Straßburg mit 250 Wohnungen im Jahr 1952. Ab 1955 baute er Wohnsiedlungen im Département Yvelines in Vernouillet (Yvelines), Poissy-Beauregard (für Simca), Les Mureaux (für Renault), dann im Mont-Mesly-Viertel in Créteil (Département Val-de-Marne) mit 6000 Wohnungen (in zwei Etappen bis Ende der 1960er Jahre). Das letztere Projekt schuf Wohnraum für 20.000 Einwohner und er betrachtete es als sein Meisterwerk.
In Ostfrankreich  baute er gleichzeitig Wohnsiedlungen in Schiltigheim, Audincourt, Valentigney und Montbéliard (für Peugeot) und betreute die Sanierung von Belfort und Colmar.
Danach arbeitete er in der Region Paris an Projekten in Bobigny, Saint-Denis (Seine-Saint-Denis), La Courneuve und Sainte-Geneviève-des-Bois (Essonne).
In Straßburg leitete er große Umstrukturierungs- und Bauarbeiten im Stadtzentrum (Esplanade), der Grande Percée an der Place de l'Homme-de-Fer sowie den Stadtteilen Meinau (La Canardière), Cronenbourg und Neuhof. Diese Projekte umfassten fast alle mehr als 2000 Wohnungen.

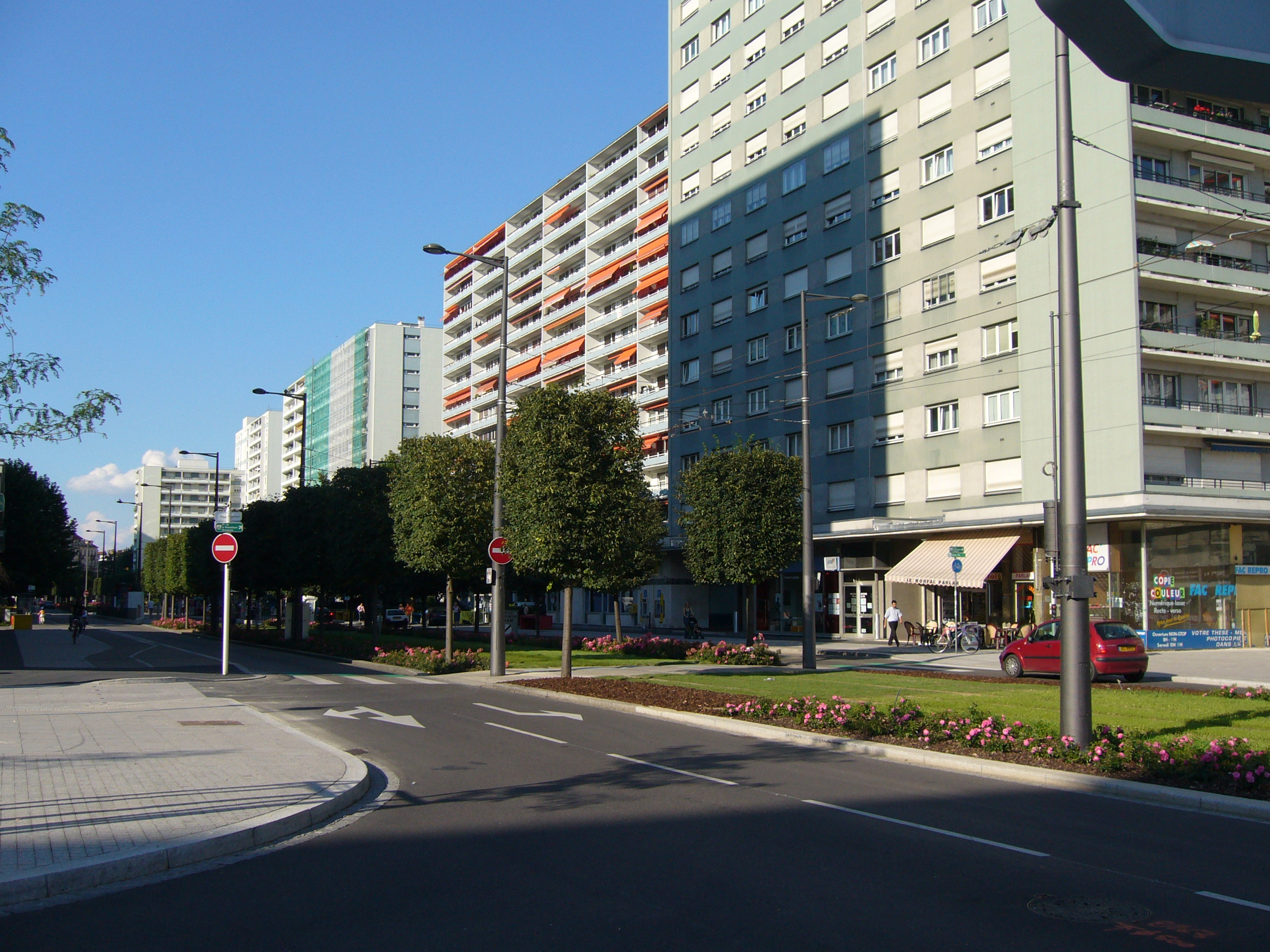
Straßburg Esplanade

Er baute auch viele Krankenhäuser, Sozialzentren, Schul- und Universitätsgebäude, Einkaufszentren und Kirchen wie die Kathedrale von Créteil.

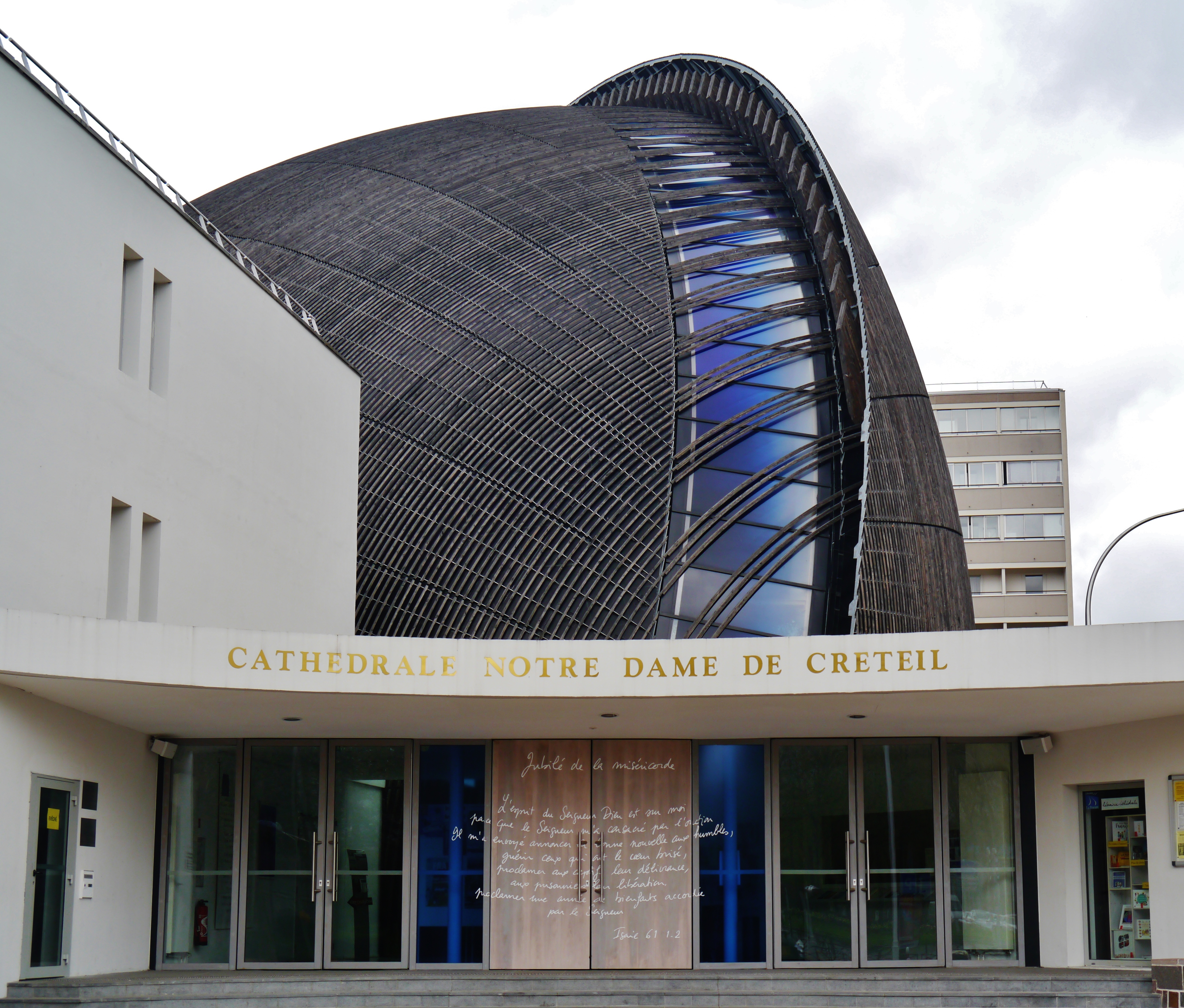
Créteil Cathédrale Notre-Dame 3

Sein Architekturbüro beschäftigte zur Hochzeit mehr als 90 Mitarbeiter.
Er ist der Vater des Historikers Nicolas Stoskopf. 2024 wurde sein Enkel Étienne Stoskopf Präfekt des Departements Val-de-Marne.